# Tınaz Tırpan
Tınaz Tırpan, né à Ankara le 28 avril 1939, fut entraîneur de l'équipe de Turquie de football et du club Fenerbahçe SK.

## Biographie
Il fut l'entraîneur de la sélection turque en 1988, succédant à Mustafa Denizli. Sous sa conduite, les Turcs furent proches de se qualifier pour la Coupe du monde de football de 1990 mais manquèrent leur qualification en perdant leur dernière rencontre 2-0 contre l'URSS.
Il fut par la suite entraîneur de l'équipe de Fenerbahçe SK pour seulement 5 semaines.
Il entraîna alors Ankaragücü pendant la saison 1999-2000, les qualifiant pour la Coupe UEFA.
Il fit ensuite une coupure de 2 ans du monde football. En 2002, il entraîna Bucheon SK en Corée du Sud. Il n'y resta qu'une saison du fait des mauvais résultats de l'équipe.